# Чага (річка)
Ча́га — річка в Молдові та Україні, в межах Болградського району Одеської області. Ліва притока Когильника (басейн Чорного моря).

## Опис
Довжина 120 км, площа водозбірного басейну 1 270 км². Похил річки 1,1 м/км. Долина широка; її праві схили вищі та крутіші від лівих, розчленовані ярами й балками. Річище спрямлене і поглиблене, його пересічна ширина у верхній течії 6—8 м, у нижній 20—30 м. Влітку пересихає. Споруджено кілька ставків. Використовується на сільськогосподарські потреби, для зрошення.

## Розташування

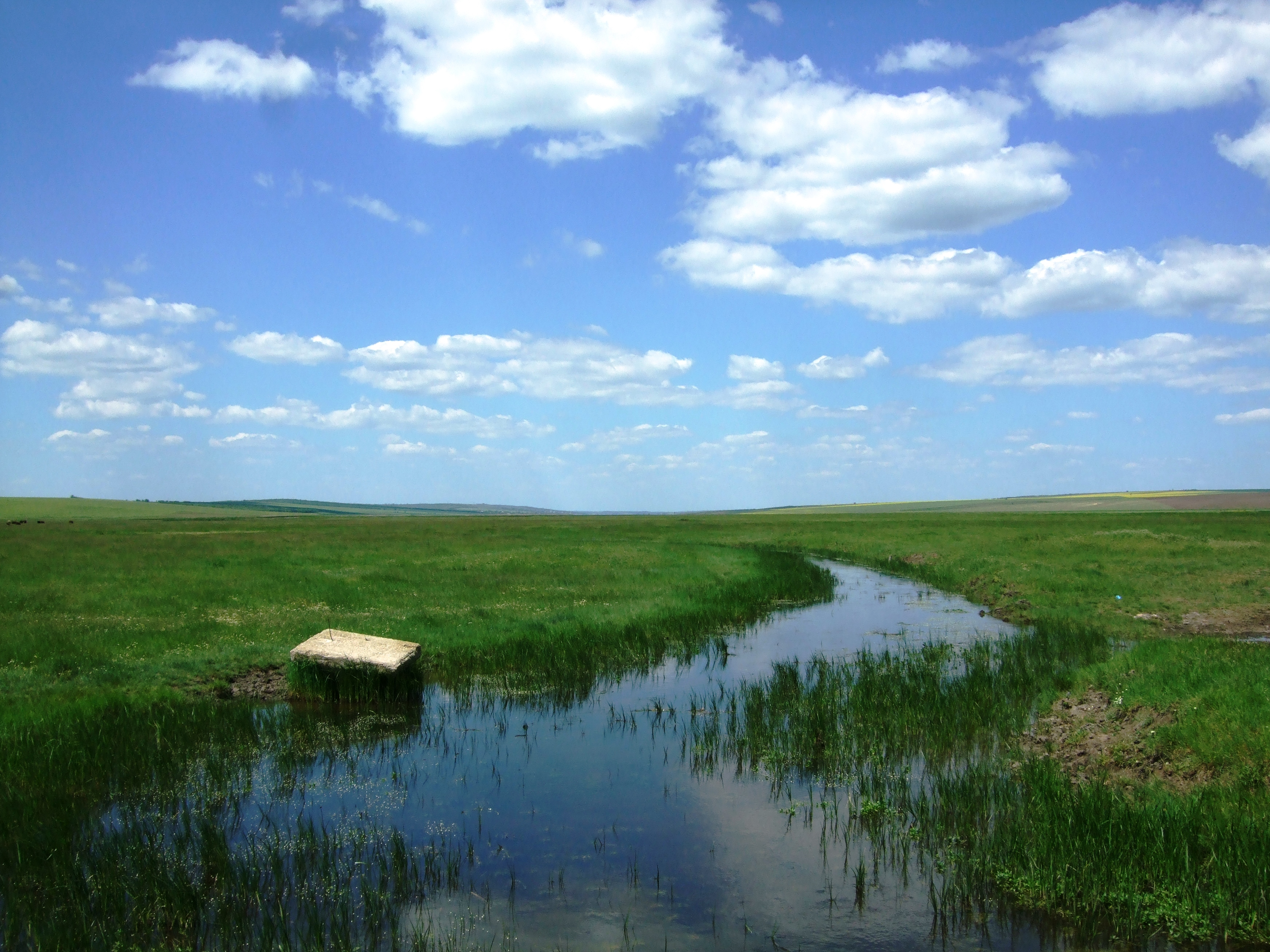
Вид з мосту на околиці села Весела Долина

Чага бере початок з джерел на схилах Центральномолдовської височини, на північний захід від села Кіркеєштій-Ной (Молдова). Тече Причорноморською низовиною переважно на південний схід, у середній та нижній течії — місцями на південь. Впадає до Когильника на південний схід від центральної частини міста Арциза.

## Притоки
- Заколи, Вале Ботей, Вале Карадай, Чибану, Формошика, Вале Кашпалат, Балка Арцизька (ліві); Сака (права).

Над річкою розташоване місто Арциз і декілька сіл.